# Missões Franciscanas na Sierra Gorda de Querétaro
As Missões Franciscanas na Sierra Gorda no estado mexicano de Querétaro foram declarados Património Mundial pela Unesco em 2003. Foram fundadas pelo franciscano Junípero Serra, que fundou também missões importantes na Alta Califórnia, em meados do século XVIII.
As cinco missões são: Santiago de Jalpan e Nuestra Señora de la Luz de Tancoyol na municipalidade de Jalpan de Serra, Santa María del Agua de Landa e San Francisco del Valle de Tilaco em Landa de Matamoros, e San Miguel Concá em Arroyo Seco.